# Németh Erzsébet (költő)
Németh Erzsébet (Erna) (Budapest, 1944. április 4. –) magyar költő, a Kis Lant irodalmi folyóirat irodalmi szerkesztője.

## Életrajza
Budapesten született, de Fegyvernek volt sokáig az élettere, itt nevelkedett és élt hosszú ideig. Gyermekkori élményei, a falusi környezet nagy hatással voltak költészetére. Általános iskoláit Fegyverneken végezte, majd a Törökszentmiklósi Bercsényi Miklós Gimnáziumban érettségizett. A Szegedi Tudományegyetem Juhász Gyula Tanárképző Főiskolai Karán (1999-ig: JGYTF) szerzett diplomát történelem és népművelési szakon. Nagy szülei Erdélyből költöztek át Magyarországra még a második világháború előtt. Egy lánya van. Később, édesanyja halála után (1991), visszaköltözött Budapestre, és egy hetedik kerületi általános iskolában tanított magyar irodalmat és történelmet nyugdíjba vonulásáig.

## Irodalmi munkáiról
Első verseit a Szolnok megyei Néplap és a Magyar Ifjúság közölte, majd más újságokban és folyóiratokban, de több antológiában is megjelentek, megjelennek versei. Első önálló kötetét Németh Erna néven publikálta 1992-ben Megkövült varázslat címmel. A kötet előszavában írja Németh Dezső költő: „Példátlan tömörség, pontos mondatszerkesztés és finoman erezett lírai képek jellemzik verseit.” Ugyanakkor a Kis Lant folyóirat online megjelenésekor a következőket írja költészetéről: „A lét és a nem lét határán a kétségek közt bolyongó ember lelki vívódásait tömöríti bele rövid verseibe. Metafora halmozása és költői képalkotása szellemi látomássá igézik költeményeit. A fekete csöndtől való félelme ott bujkál a sorok között, és esendőségünk tudatában versei olvasásakor együtt éljük meg életünk metamorfózisát. Költészete időtől független varázslat.” A kötetben különösen figyelmet érdemel a népi ihletésű a Ruhámon rezedák ringanak és ellentételeként a szerelem csodájának és elmúlásának gyönyörű lenyomatát adó Sirály-jajok c. szabadverse.
Második verseskötete Idomított szavak címmel jelent meg 2009-ben. Istenes lírájából kiemelkedő a De profundis… c. vers, de Roráte című életigenlő remek költeménye a kötet gyöngyszeme. Ebben könyvben jelenteti meg a Menyasszonyfák végig a kerten című ciklust, amelyben 101 négysoros versét is közli. Itt egyedülálló módon tovább fokozza a szókép és a költői gondolat tömör lírai megfogalmazását. Barcs János költő írja recenziójában: „… az Idomított szavak című verskötet igazi kuriózum. Kiforrott költészettel találkozhatunk e könyv olvastán...” (Kis Lant 2010/4, 80. szám)
Az Alterra Kiadó 2009-ben adta ki Írók, költők Erzsébetvárosban című könyvét, amely helytörténeti irodalmi arcképcsarnok. Irodalomtörténeti jelentősége mellett, az anekdotázó 
írásokban szakít a szokványos életrajzi formátumokkal, inkább a humorra és az érdekességekre helyezi a hangsúlyt. A könyvben 74 író, költő szerepel, azok, akik valamilyen módon Erzsébetvároshoz kötődnek.

## Művei
- Megkövült varázslat, ISBN 963-04-2691-9, Tinódi Klub, Budapest, 1992
- Idomított szavak, ISBN 978-963-239-047-5, Révai Dig. Kiadó, Budapest, 2009
- Írók, költők Erzsébetvárosban. Helytörténeti irodalmi arcképcsarnok; Alterra, Bp., 2009 ISBN 978-963-9785-27-4
- Válogatott versek; Rím, Bp., 2013 (Költői arcélek)
- Kortárs írók, költők Erzsébetvárosban. Interjúk; Alterra, Bp., 2014
- LANT Irodalmi Folyóirat, ISSN 0865-8633
- Kis Lant Irodalmi Folyóirat, ISSN 1788-7542 (Nyomtatott), 1788 7631 (Online)